# 欧阳奕
欧阳奕（1912年—1987年），男，江西安福人，中华人民共和国军事人物，中国人民解放军少将，曾任广州军区后勤部副部长、顾问。